# Don Dunstan
Donald Allan Dunstan (ur. 2 września 1926 w Suvie na Fidżi, zm. 6 lutego 1999 w Adelaide w Australii) – australijski polityk Partii Laburzystowskiej, premier Australii Południowej w latach 1967-1968 i 1970-1979.

## Życiorys
Urodził się w australijskiej rodzinie mieszkającej na Fidżi, ale z powodu problemów zdrowotnych przeniósł się do Australii; początkowo mieszkał w Murray Bridge. Studiował prawo na Uniwersytecie Adelajdzkim, gdzie także poznał swoją przyszłą żonę Gretel (z którą miał troje dzieci). Także w czasie studiów został członkiem Australijskiej Partii Pracy. Po ukończeniu studiów powrócił na Fidżi, ale w 1951 już na stałe przeniósł się do Adelajdy.
Karierę polityczną rozpoczął w 1953, kiedy został posłem parlamentu stanowego. W 1965 otrzymał funkcję Prokuratora Generalnego i ministra ds. Aborygenów. Po raz pierwszy został premierem w 1967, ale utracił tę pozycję po przegranych przez laburzystów wyborach w 1968. Po wygranych przez Partię Pracy wyborach w 1970 powtórnie został mianowany na premiera Australii Południowej.
Pod przewodnictwem Dunstana przeprowadzono wiele reform we wtedy bardzo konserwatywnej Australii Południowej. Wprowadzono zakazy przeciwko dyskryminacji kobiet, gejów, a także aborygenów. Dunstan był także bardzo znanym mecenasem sztuki, za jego rządów Adelajda stała się kulturalną stolicą Australii. Był także znakomitym kucharzem, jest jak do tej pory jedynym premierem stanowym w Australii, który wydał książkę kucharską.
W 1974 rozwiódł się ze swoją pierwszą żoną Gretel, a dwa lata później poślubił Adele Koch. Po śmierci jego drugiej żony w 1979, a także z powodu złego stanu zdrowia zrezygnował z funkcji premiera i złożył swój mandat poselski.
W 1986 roku poznał Stepha Chenga, który zamieszkał wraz z nim i z którym w 1994 otworzył restaurację "Don's Table". Spekulowano, że Dunstan był gejem lub biseksualistą, ale sam Dunstan nigdy publicznie nie wypowiadał się na ten temat. Zmarł na raka 6 lutego 1999.